# Sebastian Sporsén
Johan Sebastian Sporsén, född 13 december 1983, är en svensk skådespelare och tidigare fotbollsspelare.

## Biografi
Sporsén var som ung en lovande fotbollsspelare. Han gick som tioåring från IFK Göteborg till Gais, och spelade för klubben i Pojkallsvenskan redan som tolvåring. 2001 gjorde han som 17-åring ett enda inhopp för Gais A-lag, borta mot IF Sylvia i Superettan. Det skulle emellertid bli hans enda seniormatch på elitnivå. Han följde därefter med Gais assisterande tränare Gunnar Bratt till Mossens BK, där han efter några skador tröttnade och avslutade fotbollskarriären.
Sedan fotbollskarriären avvecklats började Sporsén studera, först freds- och konfliktlösning med ett mål om att gå diplomatprogrammet, men han bytte sedan spår till teatern. Efter att ha studerat till teaterpedagog vid Wendelsbergs folkhögskola åren 2006–2008 kom han 2008 in på Högskolan för scen och musik i Göteborg, där han tog examen 2011. Han har bland annat spelat på Teater Tribunalen, Göteborgsoperan och Stockholms stadsteater.
På film har han haft roller bland annat i Mårten Klingbergs Cockpit (2012) och Mikael Marcimains Gentlemen (2014).